# Gustavo José Bevilacqua
Gustavo José Bevilacqua (Bahía Blanca, 12 de mayo de 1962) es un abogado, escribano y político argentino, exdiputado Nacional por la Provincia de Buenos Aires y ex Intendente del municipio de Bahía Blanca.

## Infancia y juventud
Hijo de José Bevilacqua (medanense) y Elsie Nora Soria (cerrense), Gustavo Bevilacqua nació en Bahía Blanca y es hermano mayor de Carlos Ceferino Bevilacqua. De niño vivió junto a sus padres en Médanos, partido de Villarino, regresando a Bahía Blanca a los 17 años para realizar el servicio militar obligatorio en la Delegación de Incorporación Naval Bahía Blanca entre 1981 y 1982.

## Carrera profesional
Cursó la carrera de Derecho y Procuración en la Universidad de Buenos Aires, trabajando simultáneamente en el Tribunal de Faltas de la Ciudad de Buenos Aires, como auxiliar del Juzgado Nro. 13. Carlos Pellegrini 211 de CABA.
En 1988 se hizo cargo del Registro Nacional de la Propiedad Automotor de San Carlos de Bariloche Nro. 1.
En 1992/1994 cursó la carrera de Especialización en Contratación y Documentación Notarial en la Universidad Notarial Argentina, accediendo a la titularidad del Registro Notarial Nro. 114 de la Provincia de Río Negro, en 1998.
Ese mismo año, ejerció la docencia universitaria, en la carrera de Derecho de la Universidad FASTA, sede Bariloche, estando a cargo de la asignatura Derechos Reales.
Cursó la Especialización en Derecho en Alta Tecnología de la Universidad Católica Argentina (2000/2001) y la Maestría en Derecho Administrativo de la Universidad Austral (2006/2007), ambos con tesis pendientes.
En el año 2001 asistió al curso de Compraventa Internacional, Comercio Electrónico y otros problemas actuales del Derecho Privado impartido el Centro de Ampliación de Estudios de la Universidad Carlos III de Madrid.
En forma paralela a su actividad profesional, desarrolló actividades empresariales, siendo titular de una empresa constructora inscripta en el Registro Nacional correspondiente (2000), Socio Gerente de empresa de Emergencias Médicas (1996).

## Carrera pública
Su carrera pública comenzó en 2001, cuando fue elegido concejal por el Partido Justicialista de Villarino, ejerciendo la Presidencia del Bloque de Concejales.
Asimismo fue Congresal Provincial del Partido Justicialista de la Provincia de Buenos Aires, Argentina.
En el 2006, bajo el gobierno de Cristian Breitenstein, comenzó su función pública en Bahía Blanca ocupando los cargos de Director de Coordinación ad honorem, Subsecretario de Coordinación y Subsecretario de Gobierno.
Luego de un receso para terminar con el cursado de la Maestría en Derecho Administrativo de la Universidad Austral (2007), regresó para ser auditor de Obras particulares, fue Subsecretario de Producción, Subsecretario de Coordinación y finalmente Subsecretario de Legal y Técnica.
En 2011 fue invitado por el Intendente Cristian Breitenstein para ser candidato como primer concejal del Frente para la Victoria en las elecciones municipales del 23 de octubre. El 44,4% de los bahienses reeligió a Breitenstein quien fue llamado por el Gobernador de la Provincia de Buenos Aires, Daniel Scioli, para ocupar el cargo de Ministro de Producción.
El pedido de licencia del Breitenstein  hace que, como primer concejal electo, Gustavo Bevilacqua, asuma como Intendente de Bahía Blanca el 12 de diciembre de 2011 por un período de dos años.
El 28 de noviembre de 2013 Cristian Breitenstein presenta su renuncia como Intendente, así Gustavo Bevilacqua deja de ser interino, para ser el nuevo Intendente de Bahía Blanca.
En 4 años de gestión como Intendente de Bahía Blanca, Gustavo Bevilacqua logró, posicionar a la ciudad como referente nacional y latinoamericano en políticas de Gobierno Abierto y apertura de datos públicos. Gracias a esta labor Bahía Blanca  fue premiado por organizaciones internacionales como nacionales.
En 2015 fue candidato a Diputado Nacional por el Frente Renovador liderado por Sergio Massa. Hoy es miembro de la Cámara de Diputados de la Nación Argentina por el período 2015-2019.

## Vida personal
Luego de realizar el servicio militar en 1982, trabajó en el Banco del Sud, mudándose a Buenos Aires para estudiar Derecho. En 1987 se mudó a La Plata donde colaboró como Asesor de la Rama de Enseñanza Media. Finalmente en 1988 se estableció en Río Negro como encargado del Registro Automotor Bariloche Nro. 1, trabajando como Escribano Titular del Registro Nro. 114 de la Provincia de Río Negro y docente a cargo de la cátedra de Derechos Reales de la Universidad FASTA con sede Bariloche. Es titular de una empresa constructora.
A los 26 años conoció a Dolores Rodríguez con quien contrajo matrimonio en 1989 teniendo dos hijos: Florencia y Agustín.